# بنان الحمال
أبو الحسن بنان بن محمد بن حمدان بن سعيد الحمال أحد علماء أهل السنة والجماعة ومن أعلام التصوف السني في القرن الرابع الهجري. قال عنه أبو عبد الرحمن السلمي بأنّه: «من جلّة المشايخ والقائلين بالحقّ والآمرين بالمعروف، له المقامات المشهورة والآيات المذكورة»، وقال عنه الذهبي بأنّه: «الإمام المحدث الزاهد، شيخ الإسلام، ومن يُضرَب بعبادته المثل» واسطي الأصل، سكن مصر ومات بها في شهر رمضان سنة 310 هـ. صحب أبا القاسم الجنيد وغيره من المشايخ، وكان شيخ أبو الحسين النوري، وكان من مسندي الحديث النبوي.

## من روى عنهم ومن رووا عنهم
حدث عن: الحسن بن محمد الزعفراني، والحسن بن عرفة، وحميد بن الربيع، وطائفة. وحدث عنه: ابن يونس، والحسن بن رشيق، والزبير بن عبد الواحد الأسداباذي، وأبو بكر بن المقرئ، وجماعة.

## من أقواله
- مَن كان يسرّه ما يضرّه، متى يُفلح؟[3]
- إن أفردته بالربوبية، أفردك بالعناية، والأمر بيدك: إن نصحت صافوك، وإن خلطت جافوك.[3]
- من ألبس ذل العجز فقد مات من شاهده، ومن ألبس عز الاقتدار فقد حي بشاهده، وجعل سبباً لحياة الهياكل، فهذا هو الفرق بين النفس والروح.[1]
- رؤية الأسباب على الدوام قاطعة عن مشاهدة المسبب، والإعراض عن الأسباب جملة يؤدي بصاحبه إلى ركوب البواطل.[3]
- ليس بمتحقق في الحبّ من راقب أوقاته، أو تحمّل في كتمان حبّه، حتى يتهتك فيه، فيفتضح ويخلع العذار، ولا يبالي عما يرد عليه من جهة محبوبه أبو بسببه، ويتلذذ بالبلاء في الحبّ، كما يتلذذ الأغيار بأسباب النعم.[4]